# ハンネローレ・クラフト
ハンネローレ・クラフト（Hannelore Kraft, 旧姓キュルツハンマー (Külzhammer)、1961年6月12日 - ）は、ドイツの政治家。所属政党はドイツ社会民主党（SPD）。2010年7月より2017年6月までノルトライン＝ヴェストファーレン州首相を務めた。

## 来歴
ミュールハイム・アン・デア・ルールに生まれる。1980年にアビトゥーア合格後、銀行員養成教育を受けるが、1982年にデュースブルク大学で経済学を学び始める。1986年から87年にかけてキングス・カレッジ・ロンドンに留学。1989年にデュースブルク大学を卒業。1989年から2001年までノルトライン＝ヴェストファーレン発明技術センターに勤務し、同地でユーロ・インフォ・センター所長を務めた。
1994年にドイツ社会民主党（SPD）に入党し、2000年6月にノルトライン＝ヴェストファーレン州議会議員に故郷ミュールハイム選挙区から出馬して初当選。2001年4月、ヴォルフガング・クレメント州首相の内閣にデトレフ・ザムラントの後任として連邦・欧州連合案件担当大臣として入閣。続くペール・シュタインブリュック州首相の内閣（2002年11月–2005年5月）では科学・研究相に転じた。2005年にSPDが州議会選挙で敗北し野党に転落すると、エドガー・モロンの後任として州議会SPD議員団長に選出された。2006年12月に党の州代表ヨッヘン・ディークマンが辞任すると、翌年1月の党の州支部大会で新たな州代表に選出された。2009年11月の党大会では、新党首ジグマール・ガブリエルの下で連邦副代表（4人）の一人に、最も高い支持率で選出された。
2010年5月の州議会選挙では州首相候補として、現職でドイツキリスト教民主同盟（CDU）のユルゲン・リュットガース州首相に挑んだ。得票率は34.5％と前回選挙より低下したが、CDUの低下はさらに大きく（得票率34.6％）、議席数はSPDとCDUが共に67議席に並んだ。しかし、SPDと友党同盟90/緑の党と合わせても90議席で、全181議席の州議会過半数には1議席が不足する。CDUと大連立を組むことは、11議席を有する左翼党を始めとする各方面から強く批判され、最終的に、クラフトはSPDと緑の党による少数与党政権を樹立することに決めた。州首相指名投票では、過半数が必要な第一回投票では選ばれず、票数が最も多ければ選ばれる第二回投票で指名を勝ち取った。
こうして2010年7月に成立したSPDと同盟90/緑の党の連立政権は、少数与党ながら改革を進めていった。しかし、2012年度の予算審議では、これまで棄権していた左翼党が反対に回って否決され、その結果議会が解散された。2012年5月の州議会選挙へ向け、クラフトは「この20ヶ月で州は良くなった」と訴えて支持を広げ、SPDは99議席を獲得し、同盟90/緑の党と合わせて237議席中の128議席を確保し（選挙制度の関係で超過議席が発生）、クラフトは再び州首相に選出された。
2017年5月に行われた州議会選挙では、議会第一党の座をCDUに奪われた。開票直後、クラフトは党の州代表および連邦副代表を辞任し、次の州首相が選任された後は一介の州議会議員として活動すると表明した。一時公の前から姿を消し、さらにフェイスブックやツイッター、ユーチューブの公式アカウントも抹消した。2017年6月27日に州首相を退任。

## 政策
社会正義に基づいた政策を標榜している。教育政策に重点を置き、教区制度の改革と義務教育の延長を主張している。また大学授業料や託児所の無料化を目指すとしている。再生可能エネルギーの促進を主張する一方で、ルール地方の主要産業である石炭による火力発電は容認し、原子力発電所は将来的に全廃する方針。また財政が破綻した自治体への州による金銭援助を主張し、旧東ドイツ地域に対する財政支援プログラムをドイツ全土に適用すべきだと主張している。連邦レベルの政策では、政府が計画している所得税引き下げに反対し、一方で法定最低賃金の導入を求めている。

## 私生活
クラフトは夫との間に一男がある。カトリック教会を離れ、ドイツ福音主義教会に加盟しているラインラント福音主義教会の信徒になった。